# Ma Rainey – matka blues
Ma Rainey – matka blues (v anglickém originále Ma Rainey's Black Bottom), je americký dramatický film z roku 2020. Režie se ujal George S. Wolfe a scénář napsal Ruben Santiago-Hudson. Film je inspirovaný stejnojmennou divadelní hrou autora Augusta Wilsona. Hlavní role ve filmu hrají Viola Davis a Chadwick Boseman. Další role ve filmu hrají Glynn Turman, Colman Domingo a Michael Potts. 
Film měl původně pocházet z produkce HBO, projekt byl však přesunut na Netflix. Film je posledním filmem Chadwicka Bosemana, který v srpnu 2020 zemřel na rakovinu tlustého střeva.
Snímek se začal promítat ve vybraných kinech dne 25. listopadu 2020. Na Netflixu se objevil dne 18. prosince 2020. 

## Obsazení
| Viola Davis      | Ma Rainey  |
| Chadwick Boseman | Levee      |
| Glynn Turman     | Toledo     |
| Colman Domingo   | Cutler     |
| Michael Potts    | Slow Drag  |
| Taylour Paige    | Dussie Mae |
| Dusan Brown      | Sylvester  |
| Jonny Coyne      | Sturdyvant |
| Jeremy Shamos    | Irvin      |

## Produkce a vydání
Produkce filmu byla zahájena dne 8. července 2019 v Pittsburghu v Pensylvánii a ukončena dne 16. srpna 2019.
Snímek se začal promítat ve vybraných kinech dne 25. listopadu 2020. Na Netflixu je dostupný ke zhlédnutí od 18. prosince 2020. 